# Plandome
Plandome è una località (village) degli Stati Uniti d'America nella Contea di Nassau nello Stato di New York. La cittadina di Plandome fa parte dell'area metropolitana di New York e fa parte del comune di North Hempstead.

## Geografia fisica
Secondo lo United States Census Bureau, la località ha un'area totale di 1,30 km², di cui il 2% è composto da acque interne.

## Società

### Evoluzione demografica
Secondo il censimento del 2000, ci sono 1272 persone, 409 domestici, 361 famiglie residenti nel villaggio. La densità della popolazione è di 1 002,3 abitanti/km².
La popolazione è suddivisa in questo modo: 95,75% Bianchi, 0,24% Afroamericani, 0,08% Nativi americani, 3,14% Asiatici, 0,08% altre razze, e 0,71% di due o più razze. Gli Ispanici o Latini di qualunque razza compongono il 2,12% della popolazione.
Il reddito medio per una famiglia è di 200 000$. Gli uomini hanno un reddito medio di 100 000$ contro i 52 500$ per le donne. Il 2,8% delle famiglie e il 4,5% della popolazione è al di sotto della soglia di povertà, incluso un 3,9% di coloro che hanno meno di 18 anni e un 2,5% di quelli che hanno più di 65 anni.

## Infrastrutture e trasporti
Il villaggio è servito dall'omonima stazione ferroviaria della Long Island Rail Road.